# John Phillip Law
John Phillip Law (ur. 7 września 1937 w Hollywood, zm. 13 maja 2008 w Los Angeles) – amerykański aktor i producent filmowy. Wystąpił na ekranie obok takich sław jak Alan Arkin, Claudia Cardinale, Bo Derek, Jane Fonda, Ava Gardner, Mel Gibson, Richard Harris, Charlton Heston, Burt Lancaster, Sophia Loren, Groucho Marx, Sam Neill, Anthony Quinn, George Raft i Rod Steiger.

## Życiorys

### Wczesne lata
Urodził się i dorastał w Hollywood w stanie Kalifornia jako syn aktorki Phyllis Sallee i deputowanego zastępcy szeryfa oficera policji Johna Law. Wychował się wraz z bratem Thomasem Augustusem. Ukończył szkołę średnią Hollywood High School. Opanował język hiszpański, francuski, niemiecki i włoski.
Mając trzynaście lat pojawił się po raz pierwszy na dużym ekranie w dramacie biograficznym Wspaniałość Ambersonów (The Magnificent Ambersons, 1950) na podstawie książki Francisa Biddle i rok później w melodramacie muzycznym Występ na statku (Show Boat, 1951) z Avą Gardner. Następnie wyjechał studiować inżynierię i psychologię na Politechnice Kalifornijskiej w Pomonie i uczęszczał do klasy dramatycznej na University of Hawaii.

### Kariera
Swoją karierę aktorską zaczął w latach 50. od występów jako statysta (mierzył 196 cm wzrostu) z amatorami na University of Hawaii.
Na początku lat 60. przeprowadził się do Nowego Jorku, gdzie studiował aktorstwo z Elią Kazanem w Repertory Theater of Lincoln Center. Debiutował na scenach nowojorskiego Broadwayu Morosco Theatre jako Tod Ranger w sztuce Nadchodzą silni (Come One Strong, 1962) z Carroll Baker. Następnie pojawił się w Lincoln Center/ANTA Washington Square Theatre w nowojorskiej produkcji Zemsta po latach (The Changeling, 1964) z Faye Dunaway oraz Tartuffe (1965) Moliera jako oficer królewski. Uczęszczał na kursy aktorstwa w renomowanej Neighborhood Playhouse, na scenach śpiewał i tańczył jako sędzia Aristide Forrestier w przedstawieniu Czy można (Can Can), w widowisku Dracula oraz zdobył serca dzieci rolą pilota w spektaklu Mały Książę (The Little Prince).
Po przyjeździe do Europy, wystąpił w kilku filmach, m.in. komediodramacie Trzy noce miłości (Tre notti d'amore, 1964), Niewierność (Alta infedelta, 1964) u boku Charles'a Aznavoura i Jeana-Pierre'a Cassela. Kreacja romantycznego zakochanego radzieckiego marynarza Aleksieja Kolchina w komedii wojennej Normana Jewisona Rosjanie nadchodzą (The Russians Are Coming the Russians Are Coming, 1966) z Alanem Arkinem przyniosła mu nominację do nagrody Złotego Globu w kategorii najbardziej obiecujący nowicjusz. W 1967 zagrał z Lee Van Cleefem w spaghetti westernie Śmierć jeździ konno. W tym samym roku znalazł się na piątym miejscu w nominacji wśród laureatów Złotego Laura. W komedii Otto Premingera Skidoo (1968) z Jackiem Gleasonem i Carol Channing został obsadzony w roli hipisa Stasha. Zasłynął rolą niewidomego anioła Pygara w przestrzeni kosmicznej w filmie Rogera Vadima Barbarella (1968) z Jane Fondą.
Wcielił się w postać Michała Strogowa w ekranizacji powieści Juliusza Verne’a Michał Strogoff – kurier carski (Strogoff, 1970) z udziałem Elisabeth Bergner i Christianem Marinem. We włoskim horrorze Pierścień ciemności (Un’ombra nell’ombra, 1979) z Anne Heywood, Frankiem Finlayem i Irene Papas zagrał postać egzorcysty. Na małym ekranie wystąpił jako dr James „Jim” Grainger w operze mydlanej CBS Żar młodości (The Young and the Restless, 1988–1989). W dramacie historycznym Góra Pana (The Mountain of the Lord, 1993), wyprodukowanym przez Kościół Jezusa Chrystusa Świętych w Dniach Ostatnich, wystąpił w roli Brighama Younga. W 1994 powrócił na scenę w roli ducha zmarłego aktora Vica Lanudiego w przedstawieniu Córki Vica Lanudiego. Bryan Genesse zaangażował go do roli szeryfa w sensacyjnym filmie przygodowym Bandzior (Bad Guys, 2000) z Michaelem Madsenem, Michaelem Baileyem Smithem i Martinem Kove.

## Życie prywatne
W 1969 spotykał się z Barbarą Parkins. Był żonaty z Shawn Ryan, z którą miał córkę Dawn (ur. 1974). 13 grudnia 2007 lekarze zdiagnozowali u niego raka trzustki. Zmarł pięć miesięcy później, 13 maja 2008 w swoim domu w Los Angeles w wieku 70. lat. Szczątki jego ciała zostały skremowane.

## Wybrana filmografia
- 1950: Wspaniałość Ambersonów (The Magnificent Ambersons)
- 1951: Występ na statku (Show Boat)
- 1964: Trzy noce miłości (Tre notti d'amore) jako Fra Felice
- 1964: Niewierność (Alta infedelta)
- 1966: Rosjanie nadchodzą (The Russians Are Coming the Russians Are Coming) jako Aleksiej Kolchin
- 1967: Śmierć jeździ konno (Da uomo a uomo) jako Bill Meceita
- 1967: Szybki zmierzch (Hurry Sundown) jako Rad McDowell
- 1968: Barbarella jako Pygar, niewidomy anioł
- 1968: Danger: Diabolik jako Diabolik
- 1968: Skidoo jako Stash
- 1971: Ostatnie kino (The Last Movie) jako Mały Brat
- 1971: Czerwony baron (Von Richthofen and Brown) jako Manfred von Richthofen
- 1973: Stardust (Polvere di stelle)
- 1973: Podróż Sindbada do Złotej Krainy (The Golden Voyage of Sinbad) jako Sindbad Żeglarz
- 1981: Tarzan – człowiek małpa (Tarzan, the Ape Man) jako Harry Holt
- 1987: Striker jako Frank Morris
- 1998: Żar młodości (The Young and the Restless) jako Jim Gringer